# 平賀貞愛
平賀 貞愛（ひらが さだえ、宝暦9年（1759年） - 文化14年6月13日（1817年7月26日））は、江戸幕府の旗本。初名は清行、通称は鉄之助、丹宮、官位は従五位下式部小輔。父は平賀清博、母は新見正尹の娘。妻は永井直廉の娘。

## 略歴
明和5年（1768年）4月9日、10歳の時に将軍徳川家治に初めて御目見得する。
安永2年（1773年）5月7日に小納戸に就任。同年12月16日に布衣の着用を許される。
同4年（1775年）3月10日、小姓になる。騎射や歩射をして、鳥を射落したことで拝領物を賜わったこともあった。
同5年（1776年）4月、徳川家治の日光社参に随行する。同年12月16日、従五位下に叙任し、式部小輔を名乗る。17日には家治が書いた山水の書を賜わる。
同9年（1780年）8月20日、23歳の時に平賀家（禄高400俵）を継ぐ。
天明7年（1787年）8月9日、時の将軍徳川家斉から、柳と鷺が描かれた親筆の掛け軸を賜わる。
同8年（1788年）6月8日に御徒頭に、9月10日に目付に就任。
寛政4年（1792年）3月1日、当時長崎奉行だった義父の永井直廉の死去に伴い、後任の長崎奉行に就任。同年6月1日に長崎に着任。その際、永井に仕えていた家老の岡部保右衛門を下僚として召し抱える。
長崎奉行の在任中、キリシタンの存在が疑われる事件・浦上一番崩れが発生したことでその対応に当たり、寛政8年（1796年）に同僚の奉行中川忠英とともに、「異宗」の存在は認められないとする報告書を幕府に提出する。
寛政9年（1797年）11月22日、普請奉行に就任。
同12年（1800年）5月24日、作事奉行に就任。
文化3年（1806年）2月、宗門改兼務となる。同年8月12日、大坂東町奉行に就任。
同13年（1816年）4月24日、西丸槍奉行に就任。
同14年（1817年）6月13日、死去。

## 長崎奉行在任時の海外状況
平賀が長崎奉行を務めた時期は、ヨーロッパの貿易相手国オランダが、オランダ総督ウィレム5世の亡命に伴いバタヴィア共和国が成立したころで、さらにバタヴィアがフランスと組んでイギリスと交戦状態に入っていた。戦争の影響でオランダのアジア交易の拠点がイギリスの支配下になり、多くの貿易船も失われた。日本の将軍相手に贈られるはずの品々も届かなくなったため、平賀はオランダ商館長にその理由を書面に認めて提出するよう要求した。商館長は英仏海峡で船が攻撃を受けたためにヨーロッパからの製品が届かず、アジア各地の商館では日本向け商品を仕入れるための交易品が不足しているので銅や樟脳を求めた。
商館長ヘイスベルト・ヘンミーと直接面談した平賀は、日本の銅産出高の減少を詫び、銅の増産があれば輸出量増加を保証してよいとした上で、日本への輸入品は一定以上必要なのでそれを下回れば銅を減額すると告げた。ヘンミー商館長は、ヨーロッパ戦争の長期化に備えて、金巾、砂糖、蘇木、丁子、錫、象牙、綿織物などアジア製品中心の代替輸入を示唆した。
しかし、寛政8年（1796年）には戦況は悪化し、バタヴィアは日本向けの船を送り出すことができず、翌9年（1797年）から文化13年（1816年）までの約20年間、貿易船は6回欠航し、輸出銅は6万斤を大幅に下回ることになった。

## 系譜
- 父：平賀清博
- 母：新見正尹の娘
- 妻：永井直廉の娘